# Cephalanthera
Cephalanthera é um género botânico pertencente à família das orquídeas (Orchidaceae).

## Espécies
Cephalanthera austiniae (A.Gry) Heller

Cephalanthera bijiangensis Chen

Cephalanthera calcarata Chen & Lang

Cephalanthera caucasica Krzl.

Cephalanthera culcullata Boiss. & Heldr.

Cephalanthera damasonium 

Cephalanthera epipactoides Fischer & C. A. Meyer

Cephalanthera falcata

Cephalanthera gracilis

Cephalanthera kotschyana Renz & Taub.

Cephalanthera kurdica  Bornm.

Cephalanthera longibracteata

Cephalanthera longifolia (L.) Fritsch

Cephalanthera rubra (L.) Rich.

Cephalanthera schaberi Baum.